# Friedrich Alexander zu Solms-Hohensolms-Lich
Prinz Friedrich Alexander zu Solms-Hohensolms-Lich (* 18. Juni 1763 in Kiel; † 12. September 1830 in Lich) war ein preußischer Generalmajor und Militär-, später Generalgouverneur des Generalgouvernements Berg.

## Leben
Er war der Sohn von Karl Christian zu Solms-Hohensolms-Lich (* 16. April 1725 in Hohensolms; † 22. März 1803 in Lich) und dessen Ehefrau Sophie Charlotte, geborene Dohna-Schlobitten (* 17. Januar 1740 in Schlobitten; † 10. November 1798 in Marburg).
Solms stand zunächst seit Januar 1781 bei der Garde zu Fuß in niederländischen Diensten. Ende August 1802 trat er in die Preußische Armee über und wurde als Oberstleutnant angestellt. Er nahm am Feldzug 1806 gegen Napoleon teil. König Friedrich Wilhelm III. verlieh Solms am 21. März 1810 den Charakter als Generalmajor. Außerdem zeichnete er ihn 1812 mit dem Roten Adlerorden I. Klasse aus. Während der Befreiungskriege erhielt Solms nach der Besetzung des bisherigen Großherzogtums Berg am 20. November 1813 den Posten als Militärgouverneur des provisorischen Generalgouvernements Berg. Vom 5. Februar bis 1. Juli 1814 fungierte er im Auftrag der „Hohen verbündeten Mächten“ als Generalgouverneurs des provisorischen Generalgouvernements Berg.
Er verstarb unverheiratet.